# Мирзоян, Наталья Бениаминовна
Ната́лья Бениами́новна Мирзоя́н (род. 1 марта 1982, Ереван) — российский режиссёр-мультипликатор, сценарист и художник-постановщик.

## Биография
Родилась 1 марта 1982 года в Ереване, с четырёх лет начала увлеченно рисовать. Отец Натальи — ученый, экономист и журналист, а мама — учитель русского языка. С 1992 по 1996 год училась в Ереванской школе искусств имени Айкануш Даниелян на проспекте Гая. В 2002 году окончила факультет философии, социологии и психологии Ереванского государственного университета. В 2004—2005 годы училась в Институте декоративно-прикладного искусства в Санкт-Петербурге на факультете станковой графики. С 20 лет состоит в Союзе художников. В 2003—2004 годы работала на телестудии «Шогакат» в качестве дизайнера и художника-аниматора. С 2004 года трудится режиссёром и художником-аниматором на студии «Петербург». Лауреат многих всероссийских и международных фестивалей анимации.
Первый авторский фильм Мирзоян «Дерево детства» получил приз за лучший дебют на международном фестивале мультипликационных фильмов «Крок» и в дальнейшем стал фаворитом многих фестивалей. Следующий фильм «Чинти», снятый с использованием индийского чая, повторил успех «Дерева».

## Фильмография

### Режиссёрские работы
- Смешарики (2007)

| Список серий классического сериала «Смешарики», поставленные Натальей Мирзоян: | Список серий классического сериала «Смешарики», поставленные Натальей Мирзоян: | Список серий классического сериала «Смешарики», поставленные Натальей Мирзоян: | Список серий классического сериала «Смешарики», поставленные Натальей Мирзоян: | Список серий классического сериала «Смешарики», поставленные Натальей Мирзоян: |
| № серии                                                                        | Название                                                                       | Сценарист серии                                                                | Примечания                                                                     | Год производства                                                               |
| ------------------------------------------------------------------------------ | ------------------------------------------------------------------------------ | ------------------------------------------------------------------------------ | ------------------------------------------------------------------------------ | ------------------------------------------------------------------------------ |
| 82                                                                             | Личная жизнь                                                                   | Алексей Лебедев                                                                | —                                                                              | 2006                                                                           |
| 89                                                                             | Трюфель                                                                        | Алексей Лебедев                                                                | —                                                                              | 2007                                                                           |
| 93                                                                             | Край Земли                                                                     | Дмитрий Яковенко                                                               | —                                                                              | 2007                                                                           |
| 99                                                                             | Герой Плутона                                                                  | Алексей Лебедев                                                                | —                                                                              | 2007                                                                           |
| 103                                                                            | Лабиринт                                                                       | Алексей Лебедев                                                                | —                                                                              | 2007                                                                           |
| 105                                                                            | Комната смеха                                                                  | Алексей Лебедев                                                                | —                                                                              | 2007                                                                           |
| 106                                                                            | Новогодняя почта                                                               | Дмитрий Яковенко                                                               | —                                                                              | 2007                                                                           |
| 122                                                                            | Конец света                                                                    | Алексей Лебедев                                                                | —                                                                              | 2008                                                                           |
| 135                                                                            | Иди и скажи…                                                                   | Алексей Лебедев                                                                | совместно с Аллой Ярошенко                                                     | 2009                                                                           |
| 141                                                                            | Два волшебника                                                                 | Алексей Лебедев                                                                | —                                                                              | 2009                                                                           |
| 151-152                                                                        | Слишком фигурное катание                                                       | Алексей Лебедев                                                                | —                                                                              | 2009                                                                           |
| 168                                                                            | Господин оформитель                                                            | Алексей Лебедев                                                                | —                                                                              | 2010                                                                           |
| 184                                                                            | Библиотека                                                                     | Алексей Лебедев                                                                | —                                                                              | 2010                                                                           |
| 191                                                                            | Реветь так реветь                                                              | Алексей Лебедев                                                                | —                                                                              | 2011                                                                           |
| 192-193                                                                        | Проверка                                                                       | Алексей Лебедев                                                                | —                                                                              | 2011                                                                           |
| 200                                                                            | Близко к сердцу                                                                | Алексей Лебедев                                                                | —                                                                              | 2011                                                                           |
| 203                                                                            | Проект «Африка»                                                                | Алексей Лебедев                                                                | —                                                                              | 2011                                                                           |

- Дерево детства (2009)
- Чинти (2011)
- Фиксики (2011)
- Пин-Код (2012)
- Смешарики. Новые приключения (2012)
- Мнём мы, мнём (2012)
- Королевство М (2013)
- Королевство М+ (2015)
- Смешарики. Сыр-бор Новый-год (2015)
- Совы нежные (2015)
- Смешарики. Спорт (2016)
- Пять минут до моря (2018)[2][3][4]
- Жираф (2020)
- Привет, бабульник! (2020)[5][6]
- Приключения Пети и Волка (2020)

### Художник-аниматор
- Смешарики (2006)
- Приключения Пети и Волка (2020)

## Личная жизнь
Замужем за Алексеем Бажиным (род. 1979), руководителем кинопоказов проекта ИноеКино.

## Гражданская позиция
В сентябре 2019 года Наталья Мирзоян подписала открытое письмо создателей анимационного кино с требованием пересмотра дел всех обвиняемых по т. н. «Московскому делу».